# 消費・安全局
消費・安全局（しょうひ・あんぜんきょく）は、農林水産省の内部部局の一つ。食品に係る消費者の保護及び食品の安全性の向上、表示・規格、農林水産物の生産過程のリスク管理、土壌汚染防止、米の流通監視などの役割を担っている。
2001年のBSE感染牛、食肉偽装事件、無登録農薬使用問題などを受け、食品の安全を確保するため、食品のリスク管理を担当する部署として2003年7月に新設された。

## 組織
- 局長
  - 総務課
  - 消費者行政・食育課
    - 食品表示調整室
    - 米穀流通・食品表示監視室

  - 食品安全政策課
    - 食品安全科学室
    - 国際基準室

  - 農産安全管理課
    - 農薬対策室

  - 畜水産安全管理課
    - 水産安全室

  - 植物防疫課
    - 防疫対策室
    - 国際室

  - 動物衛生課
    - 家畜防疫対策室
    - 国際衛生対策室

（農林水産省組織令より)

## 歴代局長
| 代 | 氏名       | 在任期間                      | 前職                             | 退任後の役職等 |
| -- | ---------- | ----------------------------- | -------------------------------- | -------------- |
| 1  | 中川坦     | 2003年7月1日 - 2006年7月31日  | 食糧庁次長                       |                |
| 2  | 町田勝弘   | 2006年8月1日 - 2008年1月16日  | 生産局畜産部長                   | 総合食料局長   |
| 3  | 佐藤正典   | 2008年1月17日 - 2009年1月4日  | 大臣官房総括審議官（国際）       | 大臣官房長     |
| 4  | 竹谷廣之   | 2009年1月5日 - 2009年7月13日  | 生産局長                         |                |
| 5  | 平尾豊徳   | 2009年7月14日 - 2010年7月29日 | 総合食料局次長                   | 経営局長       |
| 6  | 奥原正明   | 2010年7月30日 - 2011年8月1日  | 農林水産技術会議事務局長         | 経営局長       |
| 7  | 髙橋博     | 2011年8月2日 - 2012年9月10日  | 総合食料局長                     |                |
| 8  | 藤本潔     | 2012年9月11日 - 2013年7月1日  | 農林水産技術会議事務局長         | 関東農政局長   |
| 9  | 小林裕幸   | 2013年7月2日 - 2015年1月15日  | 農林水産技術会議事務局長         |                |
| 10 | 小風茂     | 2015年1月16日 - 2016年6月16日 | 大臣官房統計部長                 |                |
| 11 | 今城健晴   | 2016年6月17日 - 2017年7月9日  | 生産局長                         |                |
| 12 | 池田一樹   | 2017年7月10日 - 2019年3月31日 | 農林水産消費安全技術センター理事 | 農林水産省顧問 |
| 13 | 新井ゆたか | 2019年4月1日 - 2021年6月31日  | 食料産業局長                     | 農林水産審議官 |
| 14 | 小川良介   | 2021年7月1日 - 2022年6月28日  | 食品安全委員会事務局長           | 大臣官房付     |
| 15 | 森健       | 2022年6月28日 - 2023年7月4日  | 畜産局長                         | 水産庁長官     |
| 16 | 安岡澄人   | 2023年7月4日 - 2025年7月1日   | 大臣官房生産振興審議官           | 辞職           |
| 17 | 坂勝浩     | 2025年7月1日 -                | 大臣官房審議官                   |                |